# Tetrachthamalus sinensis
Tetrachthamalus sinensis is een zeepokkensoort uit de familie van de Chthamalidae. De wetenschappelijke naam van de soort is voor het eerst geldig gepubliceerd in 1980 door Ren.